# Plagiohammus mexicanus
Plagiohammus mexicanus là một loài bọ cánh cứng trong họ Cerambycidae.